# Kongres Demokratične stranke upokojencev Slovenije 2020
11. in 12. kongres Demokratične stranke upokojencev Slovenije 2020 sta volilna kongresa stranke DeSUS v letu 2020. Prvi je redno potekal 18. januarja 2020 v Ljubljani, kjer je bila za novo predsednico izvoljena kmetijska ministrica Aleksandra Pivec. Po njenem odstopu je stranka razpisala nov kongres, ki je potekal po pošti do 5. decembra 2020, na njem pa je stranko ponovno prevzel Karl Erjavec. 

## 11. kongres

### Rezultati
Kongres stranke, ki je bil poleg volilnega tudi programski in statutarni, je potekal 18. januarja 2020, na mesto predsednice je bila izvoljena Pivčeva. Prejela je 143 glasov delegatov kongresa, med tem ko jih je Erjavec prejel 80, Borut Stražišar pa osem. Erjavec je v nagovoru čestital novi predsednici in napovedal odstop z mesta ministra za obrambo. Takoj po govoru je zapustil dvorano in v izjavi povedal, da zapušča politiko, a da bo ostal član stranke DeSUS. Do odstopa takratne vlade, 13. marca 2020, Erjavec svoje odstopne izjave z ministrskega mesta ni poslal, se je pa v javnosti pojavil le redkoma.
| #  | Kandidat         | Število glasov |
| -- | ---------------- | -------------- |
| 1. | Aleksandra Pivec | 143            |
| 2. | Karl V. Erjavec  | 80             |
| 3. | Borut Stražišar  | 8              |

## 12. kongres

### Rezultati
Zaradi epidemije koronavirusa se je stranka odločila kongres izpeljati po pošti, saj bi bila virtualna različica, ki sta jo pred tem prakticirali stranki SD in NSi, za starejše članstvo stranke DeSUS neprimerna. Glasovanje je potekalo do 5. decembra 2020. 71 delegatov je glas namenilo Srečku Felixu Kropetu, 146 pa Karlu Erjavcu, s čimer je ponovno, petič postal predsednik stranke.
| #  | Kandidat           | Število glasov |
| -- | ------------------ | -------------- |
| 1. | Karl V. Erjavec    | 146            |
| 2. | Srečko Felix Krope | 71             |

### Ponarejene glasovnice
Volilna komisija je ugotovila, da so prejeli tudi 25 ponarejenih glasovnic, ki naj bi bile že na pogled drugačne od pravih. Glasovnice so izločili in zadevo predali organom pregona.